# Distrito de Ramanagara
Ramanagara (en canarés; ರಾಮನಗರ ಜಿಲ್ಲೆ ) es un distrito de India, en el estado de Karnataka . 
Comprende una superficie de 3 556 km².
El centro administrativo es la ciudad de Ramanagara.

## Demografía
Según censo 2011 contaba con una población total de 1 082 739 habitantes.